# Oostkamp
Oostkamp è un comune belga di 23 024 abitanti, situato nella provincia fiamminga delle Fiandre Occidentali.
Il territorio comprende le località di Hertsberge, Oostkamp propriamente detta, Ruddervoorde e Waardamme. Il 1º gennaio 2012 Oostkamp contava una popolazione di 21,796 cittadini. La superficie del territorio comunale è 79.65 km², la densità di popolazione di 286 abitanti per km². Il nome Oostkamp viene dal nome medievale della città Orscamp 'luogo degli orsi'.

## Oostkamp durante la Seconda Guerra Mondiale
Le truppe canadesi liberarono il villaggio nel settembre del 1944 durante la Battaglia di Moerbrugge.
Presso il Canale di Gand si trova un monumento eretto in onore dei 41 soldati canadesi caduti nello scontro.

## Amministrazione

### Gemellaggi
- Chaumont (Grand Est)
- Bad Langensalza
- Bad Nauheim